# 돌팔매
돌팔매는 삼국시대때부터 시작된 것으로 석전(石戰)으로 불렸다. 정월 대보름이나 단오에 남자들이 개천이나 강, 넓은 길을 사이에 두고 편을 갈라 돌을 던지며 싸우는 놀이였다. 본래는 농경의 풍요를 기원하는 주술적인 성격에서 비롯됐으나 세월이 흐르면서 군사적 필요에 의해 국가적으로 장려됐다. 놀이라고는 하지만 돌팔매 싸움은 아주 치열했다. 머리가 깨지는 등의 부상자가 속출했고 더러 죽는 사람도 있었다.
고려로 넘어오면서 돌팔매를 전문으로 하는 투석부대가 생겨나 조선까지 명맥이 이어졌다. 조선시대때의 척석군(擲石軍)은 유사시 왜적 방비 임무를 맡았으나, 평화시에는 세종 등 국왕들이 이들의 돌팔매 놀이를 관람하며 유희를 즐기기도 했다. 돌팔매 부대의 전투력은 생각보다 강했던지 여러 전투에서 혁혁한 전공(戰功)을 세웠다. 임진왜란 때 안동 등지의 석전군을 모집해 왜구를 물리쳤다는 기록이 있고, 특히 부녀자들이 나른 돌로 투석전을 펼쳐 승리했던 행주산성 전투 일화가 있다.